# Дволопатник туполистий
Дволопатник туполистий (Diplophyllum obtusifolium) — вид печіночників порядку юнгерманіальних (Jungermanniales).

## Поширення
Батьківщиною є Європа, Північна Америка, Азія, Австралія, Нова Зеландія.
Росте на вологому ґрунті без вапна та на вологому піщаному ґрунті в затінених місцях. Місця зростання часто є на насипах стежок або лісових доріг.

## Характеристика
Утворює килимки від червонувато-зеленого до коричневого кольору. Розпростерті або висхідні рослини мають довжину приблизно до 1 сантиметра і ширину до 2 міліметрів і густо вкриті ризоїдами. Листки дволопатеві, менша верхня частка спрямована косо вперед, нижня — у 2—3 рази довша — виступає зі стебла під прямим кутом. Обидві частки мають язикоподібну форму і злегка виїмчасті. Дещо грубостінні клітини листка мають різні розміри. Вид не має різко окресленої реброподібної центральної смуги на листках. Виводкові тільця трапляються дуже рідко. Вид однодомний.